# Michele Di Pietro
Michele Di Pietro (* 18. Januar 1747 in Albano Laziale; † 2. Juli 1821 in Rom, auch Michele di Pietro) war ein italienischer Geistlicher und Kurienkardinal der Römischen Kirche.

## Leben

### Priester und Bischof
Di Pietro, Sohn einer wohlhabenden Kaufmannsfamilie, studierte Rechtswissenschaften in seiner Heimatstadt Albano und in Rom, im Juni 1768 wurde er promoviert. Am 28. Oktober 1771 empfing er die Priesterweihe. 1782 wurde er Professor für Rechtswissenschaften an der Universität La Sapienza, was er bis 1792 blieb. Sein Bruder Pasquale wurde später dort Rektor. 1784 gründete Di Pietro eine Schule für Gehörlose.
Papst Pius VI. berief ihn im Januar 1787 zum Konsultor des Heiligen Offiziums. In dieser Funktion überprüfte Di Pietro unter anderem die Beschlüsse der 1786 abgehaltenen Synode von Pistoia; diese Prüfung diente dem Papst als Grundlage für die 1794 veröffentlichte Bulle Auctorum fidei. In der Folge übernahm Di Pietro wichtige Funktionen in weiteren Kongregationen. Pius VI. ernannte ihn am 21. Februar 1794 zum Titularbischof von Isauropolis, drei Tage später spendete ihm Kardinal Henry Benedict Stuart die Bischofsweihe. Nachdem Frankreich die Römische Republik ausgerufen hatte, wurde Di Pietro 13. Oktober 1798 mit weiteren Prälaten in der Engelsburg gefangen genommen, kam aber wenige Tage später gegen ein Lösegeld wieder frei. Er suchte zunächst Schutz bei der Familie des mit ihm befreundeten Giuseppe Antonio Sala. Im Sommer 1800 nahm er als Vertreter des Staatssekretariates des Heiligen Stuhls an den Verhandlungen für das Konkordat mit Frankreich teil, das im Juli des Folgejahres unterzeichnet wurde. Dabei galt er als hartnäckiger Vertreter kirchlicher Standpunkte. Der neue Papst Pius VII. ernannte ihn am 22. Dezember 1800 zum Lateinischen (Titular-)Patriarchen von Jerusalem (bis 1802) und berief ihn am selben Tag zum Päpstlichen Thronassistenten.

### Kardinalat
Im Konsistorium vom 23. Februar 1801 nahm ihn Pius VII. in pectore ins Kardinalskollegium auf, die Berufung und die Zuweisung der Titelkirche Santa Maria in Via  wurden erst im August des Folgejahres bekanntgegeben. 1802 wurde er zudem zum Kardinalprotektor des Collegio Maronita und des Collegio Greco berufen. Kardinal Di Pietro begleitete den Papst auf dessen Frankreichreise anlässlich der Krönung von Napoleon Bonaparte am 2. Dezember 1804. Am 24. Mai 1805 wurde er zum Präfekten der Kongregation De Propaganda Fide ernannt. Als Pius VII. im Jahr 1807 Rom verlassen musste, beauftragte er Di Pietro als Apostolischen Delegaten der Stadt mit der Führung der Regierungsgeschäfte. Die Ernennung wurde im Juni 1809 nochmals bestätigt. Als er im Dezember desselben Jahres zusammen mit Kardinal Ercole Consalvi nach Frankreich gebracht wurde, übergab er die Regierungsgeschäfte Emmanuele De Gregorio. Nachdem er 1810 die zweite Ehe Napoleons für unkanonisch erklärte, verbot der Kaiser ihm und anderen Kardinälen das Tragen ihrer Amtskleidung („Schwarze Kardinäle“). Im selben Jahr zog er sich nach Semur-en-Auxois zurück, wo sich auch die Kardinäle Giulio Gabrielli und Carlo Oppizzoni aufhielten. Im Februar 1811 wurde Di Pietro, gerade zum Apostolischen Delegaten in Frankreich ernannt, nach Paris zurückgebracht und gemeinsam mit Kardinal Gabrielli und Emmanuele De Gregorio in Vincennes inhaftiert. Erst drei Monate nach Unterzeichnung des Konkordats von Fontainebleau am 25. Januar 1813 kam er wieder frei und ging ins Exil nach Auxonne.
Nach dem Sturz Napoleons im Jahr 1814 kehrte Di Pietro nach Rom zurück und wurde am 20. Mai von Pius VII. zum Kardinalgroßpönitentiar berufen. Im Frühjahr 1815 übernahm er erneut die Führung der Regierungsgeschäfte, als der Papst nach der Besetzung Roms durch neapolitanische Truppen kurzzeitig nach Genua fliehen musste. Am 8. März 1816 wurde er Kardinalbischof von Albano. Am 25. September 1818 wurde der als ultramontan geltende Di Pietro zum Präfekten der Indexkongregation ernannt. Er wurde am 29. Januar 1820 zum Kardinalsubdekan gewählt, vier Monate später folgte die Zuweisung des suburbikarischen Bistums Porto e Santa Rufina.
Michele Di Pietro starb im Juli 1821 im Alter von 74 Jahren. Er wurde in der Kathedrale seiner Heimatstadt Albano beigesetzt. Sein Großneffe Camillo Di Pietro (1806–1884) wurde 1853 ebenfalls Kardinal.